# 385 av. J.-C.
Cette page concerne l'année 385 av. J.-C. du calendrier julien proleptique.

## Événements
- 31 juillet du calendrier romain[1] : entrée en charge à Rome de tribuns militaires à pouvoir consulaire : Aulus Manlius Capitolinus, Lucius Papirius Cursor, Publius Cornelius, Lucius Quinctius Cincinnatus Capitolinus, Caius Sergius, Titus Quinctius Cincinnatus Capitolinus. Aulus Cornelius Cossus est nommé dictateur pour lutter contre les Volsques et les Herniques, mais la campagne est interrompue par l'agitation populaire à Rome sur la question des dettes et de la distribution des terres ; Marcus Manlius, héros de la défense du Capitole, adopte la cause populaire. Une nouvelle colonie est fondée à Satricum pour faciliter la demande populaire à de nouvelles terres. Velitrae reste en révolte[2].

- Prise et destruction de Mantinée par les spartiates dirigés par Agésipolis Ier[3]. Les habitants sont dispersés en quatre bourgades (dioecisme)[4].

- Alcétas, qui s’était réfugié à Syracuse, est rétabli sur le trône des Molosses par Denys, aidé par ses alliés Illyriens qui envahissent l’Épire[5]. 15 000 Molosses sont massacrés par les Illyriens.

## Naissances en 385 av. J.-C.
- Shen Buhai, légiste chinois.
- Mentor de Rhodes, mercenaire.

## Décès
- Aristophane